# Sosalt
Sosalt - Sale Marino di Trapani S.p.A. è una azienda italiana che opera nel settore del sale alimentare da cucina, ed è tra le principali aziende per la lavorazione e l'esportazione del sale marino.

## Storia

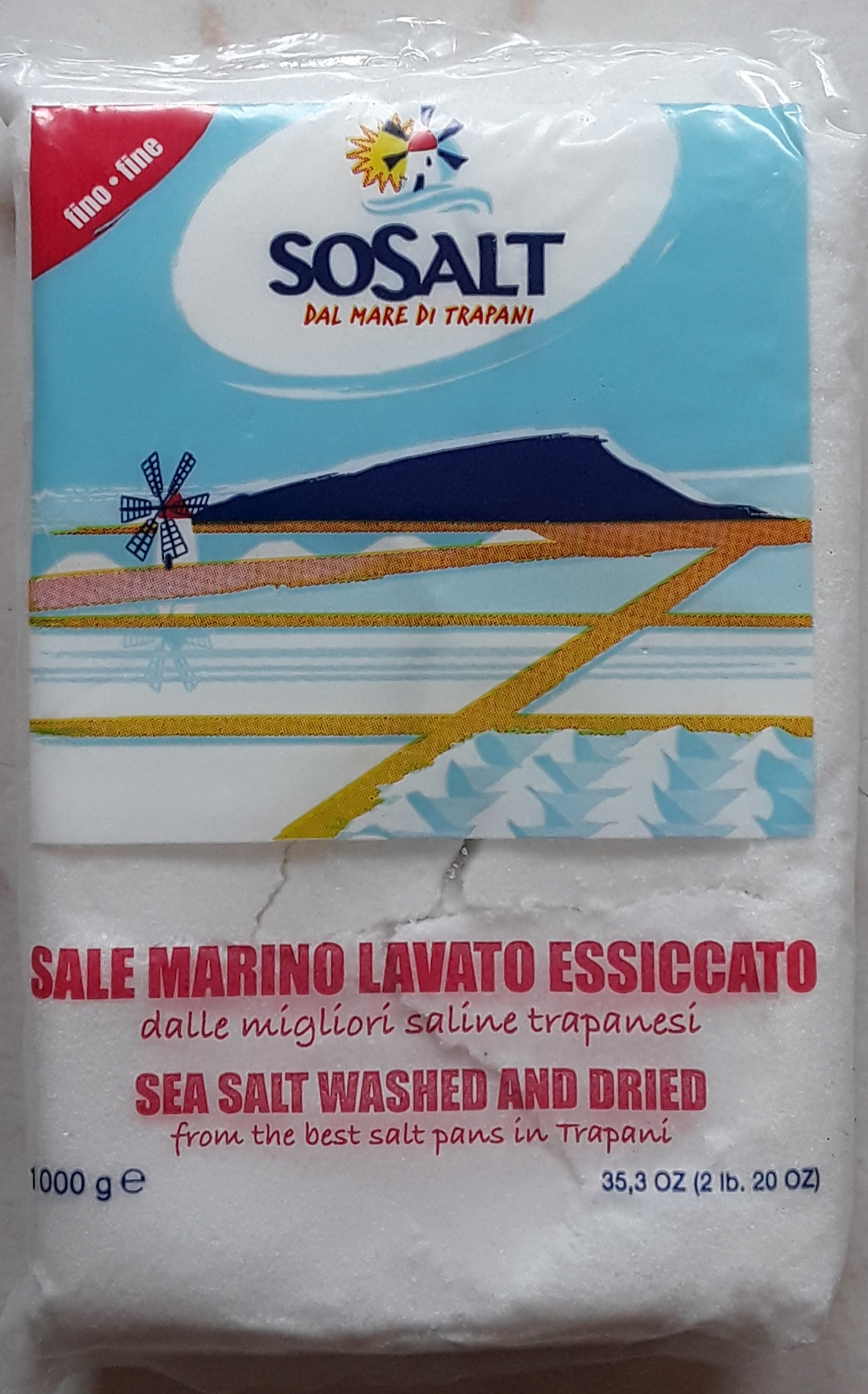
Confezione di sale marino

Fondata nel 1922 con il nome di SIES (Società Industriale Estrazione Sali) spa da un gruppo di imprenditori trapanesi per la coltivazione e la raccolta del sale nelle saline di Trapani. Oggi le saline controllate dal gruppo, lungo l'antica via del sale che corre tra Trapani e Marsala, raggiungono la superficie di circa 800 ettari per una produzione di 100 000 tonnellate di sale l'anno.
Nel 1989 è stato avviato lo stabilimento industriale su 20 000 m² di cui 4 000 coperti. Ha una capacità di produzione di 70 000 pacchi di sale al giorno. La produzione del sale marino avviene per "distillazione frazionata", per un contenuto di cloruro di sodio del 98%. L'azienda produce anche sale marino iodato.
La Sosalt è uno dei maggiori produttori del Sale marino di Trapani IGP . La quota di maggioranza della società è nelle mani della famiglia D'Alì. Possiede anche le saline Ettore e Infersa nella laguna dello Stagnone .
Nel 2011 la Sosalt,  in cordata con l'imprenditore Giovanni Semeraro di Lecce, ha costituito la "Saline Italiane srl" che ha rilevato la "AtiSale Spa", proprietaria delle saline di Margherita di Savoia, di Volterra e di Sant'Antioco, divenendo il primo gruppo produttore italiano e uno dei primi in Europa di sale marino.